# Лыглагъёхан
Лыглагъёхан (устар. Лыглан-Еган) — река в России, протекает по Нижневартовскому району Ханты-Мансийского АО. Устье реки находится в 148 км от устья реки Глубокий Сабун по правому берегу. Длина реки составляет 18 км.
В 6 км от устья впадает левый приток Куёръёхан.

## Данные водного реестра
По данным государственного водного реестра России относится к Верхнеобскому бассейновому округу, водохозяйственный участок реки — Вах, речной подбассейн реки — бассейн притоков (Верхней) Оби от Васюгана до Ваха. Речной бассейн реки — (Верхняя) Обь до впадения Иртыша.
Код объекта в государственном водном реестре — 13011000112115200039115.